# Tetragnatha anguilla
Tetragnatha anguilla är en spindelart som beskrevs av Tord Tamerlan Teodor Thorell 1877. Tetragnatha anguilla ingår i släktet sträckkäkspindlar, och familjen käkspindlar. Inga underarter finns listade i Catalogue of Life.